# 挺胸龜屬
挺胸龜属（学名：Chersina）是陸龜科中的一个属。挺胸龜是本属唯一的现存物种，另有上新世的化石种Chersina langebaanwegi。